# マラニョン川

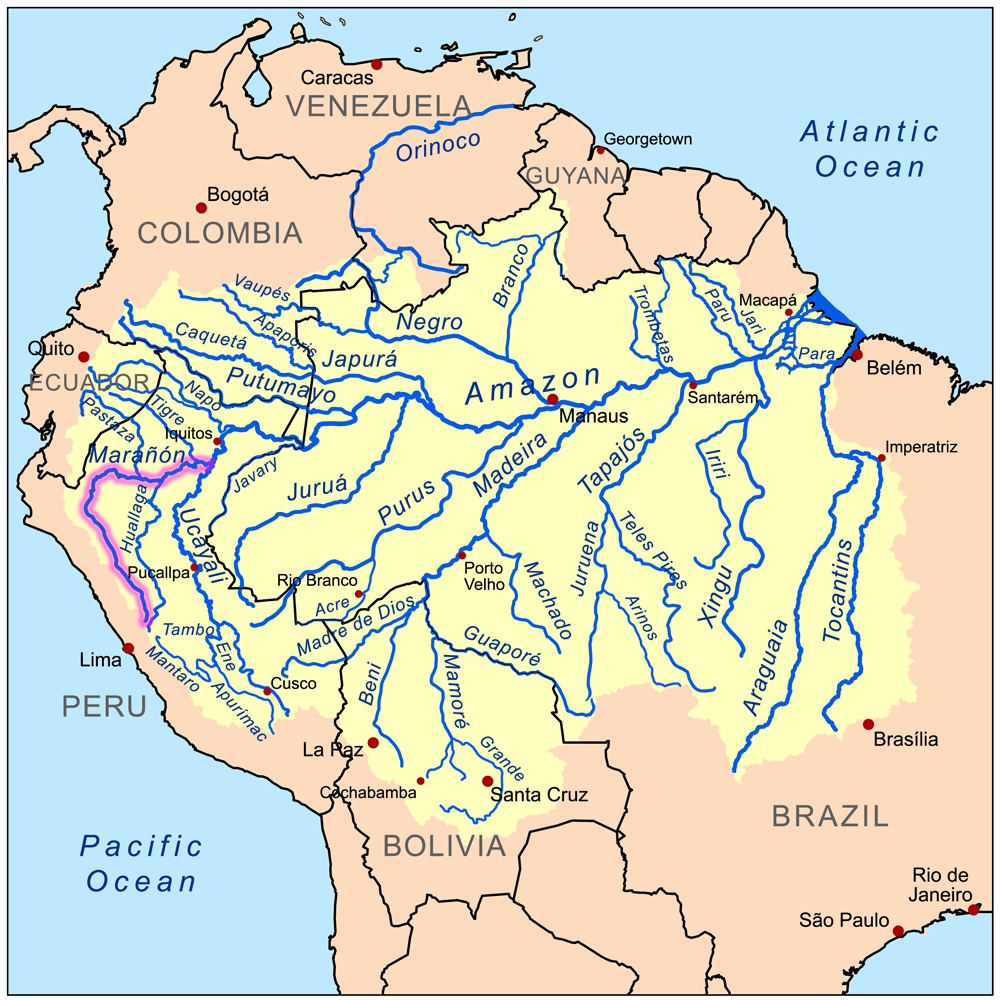
マラニョン川流域

マラニョン川（マラニョンがわ、スペイン語: Río Marañón）は、リマ(ペルー)の北東約160kmを源流とし、深く浸食されたアンデスの谷を、アンデス山脈の東に沿って南緯5度36分まで北西の方向へ流れる。次に、北東へと向きを変え、内陸のアンデス山脈を横切り、マンセリチェ峡谷に至る。
パスタサ川との合流点の手前から下流側のマラニョン川は火山堆積物からなる巨大な扇状地の南縁にあたり、支流のウリトゥヤク川に近い場所にはヤシのPhytelephas tenuicaulisとAphandra nataliaが多く生え、川には約300種の魚類が生息している。ティグレ川との合流点までの流域は2002年にラムサール条約登録地となった。
ウカヤリ川との合流後に、マラニョン川はアマゾン川となる。